# Список мемориальных досок Самары

Список мемориальных досок Самары

### Именные
- Михаилу Агибалову (ул. Красноармейская, 117; угол с ул. Агибалова)
«Улица названа в честь Героя Советского Союза Михаила Павловича Агибалова / Погиб осенью 1941 года в битве за Москву»[1]
- Александру Аминеву (ул. Галактионовская, 189)
2007 — «В этом доме 1945 г. по 1984 г. жил академик Заслуженный деятель науки / Заведующий кафедрой госпитальной хирургии СамГМУ, профессор / Александр Михайлович Аминев/ (1904—1984 гг.)»
- Аннете Басс (ул. Куйбышева, 92)
2007 — «В этом здании с 1989 по 2000 гг работала / Почетный гражданин Самарской области и города Самары, Заслуженный работник культуры РФ / Директор Самарского художественного музея Аннета Яковлевна Басс».
- Александру Буянову (Комсомольская площадь, 24)
«В этом здании в 1901—1903 гг. учился Буянов Александр Арсеньевич — видный самарский революционер»[1]
- Бойцову Филиппу Степановичу (ул. Владимирская, 23)
Установлена в 2000 г. «В этом доме жил Герой Советского Союза Бойцов Филипп Степанович»[1].
- В честь Альфреда фон Вакано (Волжский пр., Жигулёвский пивоваренный завод)
2006 — «Альфреду фон Вакано — основателю Товарищества Жигулевскаго пивовареннаго завода, предпринимателю, коллекционеру и благоустроителю города Самары от благодарных потомков».[2]
- Герою Советского Союза Ивану Ваничкину (Парк культуры и отдыха «Молодёжный»)
2009
- Александру Васильеву (ул. Некрасовская, 48)
«В этом доме с 1912 по 1918 гг. жил выдающийся художник театра, живописец, член-корреспондент Академии художеств СССР, Народный художник РСФСР Александр Павлович Васильев (11.01.1911 — 10.11.1990)»
- Вахрамееву Михаилу Фёдоровичу (ул. Спортивная, 5)
Установлена в 2000 г.  Герою Советского Союза[1].
- Франциску Венцеку (ул. Венцека, 61)
«Венцек Франциск Иванович / Член КПСС с 1904 г. вел активную революционную работу в г. Самаре / с 1917 г. член Губисполкома и председатель Ревтрибунала, убит белогвардейцами на этой улице 8 июня 1918 г.»
- Никифору Вилонову (ул. Вилоновская, 19, пересечение с ул. Галактионовской)
«Вилонов Никифор Ефремович (1883—1910 гг.) Первый председатель Совета рабочих депутатов в Самаре в 1905 году».
- Владимиру Высоцкому (ул. Молодогвардейская, 222; Дворец спорта)
1997 — «В этом здании в 1967 г. выступал Владимир Высоцкий»[3]
- Ярославу Гашеку (ул. Куйбышева, 100)
«В этом здании с апреля по июнь 1918 года жил и работал известный чешский писатель Ярослав Гашек.» (вандализирована — 3 марта 2006 года с доски был украден мраморный бюст писателя; см. Фото оригинал)
- Герою Советского Союза Иосифу Гейбо (ул. Спортивная, 25)
2008 — «В этом доме с марта 1959 г. по апрель 1992 г. жил Герой Советского Союза, генерал-майор авиации, участник Великой Отечественной войны 1941—1945 гг. Гейбо Иосиф Иванович (24.04.1910-16.04.1992)»
- Валерию Грушину (ул. Молодогвардейская, 151; корпус № 1 Самарского университета)
2001 — «В этом здании Авиационного института с 1962 по 1967 год учился Валерий Грушин, имя которого носит всероссийский фестиваль авторской песни — Грушинский фестиваль»[4]
- Георгию Димитрову (ул. Шостаковича, 5; пл. Чапаева)
1974 — «В этом доме с 1941 году жил и работал выдающийся деятель международного коммунистического и рабочего движения Георгий Димитров».
Открыта 5 сентября 1974 года. Скульптор — Губарев В. А.[5]
- Всеволоду Егоршину (ул. Мяги, 8)
2007 — «В этом доме с 1977 по 2006 год жил художник, военный историк, общественный деятель, автор книг: „Генералиссимусы“, „Фельдмаршалы и маршалы“, „Адмиралы флота“, ветеран Великой Отечественной войны Всеволод Алексеевич Егоршин»[1].
- Марку Елизарову (ул. Фрунзе, 65 / ул. Венцека, 45)
«В 1882 году эту гимназию закончил М. Т. Елизаров»
- Тихону Ерошевскому (ул. Куйбышева, 155)
«В этом доме с 1958 года по 1984 год жил Герой Социалистического Труда, член-корреспондент АМН СССР, почётный гражданин Куйбышева Тихон Иванович Ерошевский.»
- Вере Ершовой (пл. Чапаева, 1; Самарский драмтеатр)
2008 — Скульптор — Карэн Саркисов[6]
- Виктору Земецу (ул. Фрунзе, 179)
«В этом доме жил (с 17.06.1983 по 02.08.1992 г.) / Генеральный директор авиационного завода / Герой Социалистического Труда / Почётный гражданин г. Самары / Виктор Петрович Земец»
- Евгению Зубчанинову (пос. Зубчаниновка, ул. Александра Невского, 95)
«… 30 мая 1910 года. / Основателю посёлка Зубчанинову Евгению Андреевичу»
- Власу Иванову-Паймену (ул. Самарская, 203)
2001 — «В этом доме жил и работал классик чувашской литературы Влас Захарович Иванов-Паймен (1907—1973 гг.)» (также на доске присутствует надпись на чувашском языке; открыта в декабре 2001 года в рамках празднования дней чувашской культуры в Самарской губернии)
- Алихану Калиматову (ул. Академика Павлова, 1)
2008 — 17 сентября 2007 года сотрудник ФСБ Калиматов, выпускник Самарского государственного университета, погиб в ходе выполнения боевой задачи. Он похоронен на своей родине в Ингушетии. За свой подвиг ему посмертно присвоено звание Героя Российской Федерации.
- Дмитрию Карбышеву (ул. Венцека, 67)
«В этом здании в 1919 году размещалось 6-е управление военно-полевого строительства Восточного фронта, начальником которого был генерал-лейтенант инженерных войск, Герой Советского Союза Дмитрий Михайлович Карбышев» (вандилизирована, украден барельеф Карбышева; см. фото оригинал (недоступная ссылка))
- Дмитрию Карбышеву (ул. Гагарина, 109; угол с ул. Карбышева)
«Улица названа в память Героя Советского Союза генерал-лейтенанта Карбышева Дмитрия Михайловича (1880—1945 гг), зверски замученного фашистами в годы Великой Отечественной войны (1941—1945 гг)».
- Борису Карякину (пер. Карякина, 9)
«Переулок назван в честь Карякина Бориса Ивановича / Почетного гражданина города Самары / директора завода Металлист с марта 1969 г. по февраль 1987 г.»
- Колычеву Николаю Ивановичу (ул. Магнитогорской, 6А)
Установлена в 2000 г.  «В этом доме жил Колычев Николай Иванович (1918-2000). Командиру взвода танковой разведки, гвардии лейтенанту Н. И. Колычеву за мужество и героизм, проявленные при освобождении города Минска от немецко-фашистских захватчиков, 24 марта 1945 года присвоено звание Героя Советского Союза. Воинский подвиг Героя - образец отваги и доблести! Славься в веках!»[1].
- Почетному гражданину Самары Евгению Кочетову (ул. Солнечная, 1)
2010
- Глебу Кржижановскому (ул. Алексея Толстого, 31)
«В этом здании в 1882—1889 гг. учился старейший деятель революционного движения Глеб Максимилианович Кржижановский».
- Владимиру Ленину, Самарская публичная библиотека (ул. Куйбышева, 95)
«Во втором этаже этого здания находилась Самарская публичная библиотека. Её активным читателем в 1889—1993 годах был В. И. Ульянов-Ленин».
- Владимиру Ленину, Самарский губернский суд (ул. Куйбышева, 60 / ул. Венцека, 39; пл. Революции)
«В 1892—1893 годы в этом здании работал помощником присяжного поверенного Самарского окружного суда В. И. Ульянов-Ленин».[7]
- Владимиру Ленину (ул. Фрунзе, 65 / ул. Венцека, 45)
«В этом доме в 1889—1893 годах и в 1897 году В. И. Ульянов-Ленин бывал у присяжного поверенного Самарского окружного суда А. Н. Хардина»
- В честь контр-адмирала, командира подводной лодки К-21 Северного флота Николая Лунина (ул. Фрунзе, 161)
1999 — На счету Н. А. Лунина — 20 потопленных вражеских кораблей, в том числе и линкор «Тирпиц». Установлена 7 мая 1999 года.
- Маргарите Лимаровой (ул. Фрунзе, 155; Музей-усадьба А. Н. Толстого)
«Музей А. Н. Толстого создан благодаря вдохновенному и самоотверженному труду его первого директора Маргариты Павловны Лимаровой (1929—1992 г.)».
- Виктору Лукачёву (ул. Молодогвардейская, 151; корпус № 5 Самарского университета)
«Здесь учился и работал крупный учёный, организатор науки и образования / Герой Социалистического Труда / профессор / Лукачёв Виктор Павлович / ректор вуза с 1956 г. по 1988 г., внесший выдающийся вклад в становление и развитие Самарского государственного аэрокосмического университета»[8]
- Александру Масленикову (ул. Новосадовая, 106; здание завода им. Масленникова). Утрачена.
«Масленников Александр Александрович / (1890—1919 гг.) / Профессиональный революционер работал в партийных организациях большевиков Петербурга, Самары, Туруханска. В 1918 году — председатель Самарского городского комитета РСДРП (Б), организатор обороны города от войск контрреволюции, погиб в застенках белогвардейской контрразведки».
- Николаю Мельникову (ул. Степана Разина, 49; здание школы № 63)
«В этом здании школы № 63 с 1962 г. по 2000 г. работал / Заслуженный учитель РСФСР. / Почетный гражданин г. Самары. / участник Великой Отечественной войны / Мельников Николай Иванович / чьё имя носит школа с 26.06.2003 г.»
- Александру Меркулову
2008 — «В этом доме с 1969 по 1998 годы жил участник ликвидации катастрофы на Чернобыльской АЭС, ветеран Великой Отечественной войны, заслуженный деятель науки и техники РСФСР Меркулов Александр Петрович»
- Петру Милославову (ул. Галактионовская, 189)
1998 — «В этом доме с 1955 по 1975 год жил основатель Государственного Волжского русского народного хора / Заслуженный деятель искусств РСФСР / Милославов Петр Михайлович (1898—1975 гг.)» (открыта 2 апреля 1998 года)
- Народному артисту СССР Монастырскому Пётру Львовичу (ул. Вилоновская, 10)
2014
- Павлу Мочалову (пр. Металлургов, 75)
«Дворец культуры имени Мочалова Павла Петровича — первого директора СМЗ»
- 100-летию со дня рождения Павла Мочалова
2009
- Александру Наумову (ул. Куйбышева, 151)
2009 — Скульптор — Иван Мельников.
- Нестерову Владимиру Федоровичу (ул. Спортивная, 5)
Установлена в 2000 г.  Герою Советского Союза[1].
- Владимиру Овсянникову (ул. Молодогвардейская, 131А; корпус СамГТУ)
«В этом здании учился Герой Советского Союза Овсянников Владимир Васильевич студент механического факультета Куйбышевского индустриального института 1940 года».
- Михаилу Осипову (ул. Красноармейская, 93)
«В этом здании с 1946 по 1970 гг работал видный организатор нефтяной промышленности / основатель института Гипровостокнефть, лауреат Ленинской премии / Осипов Михаил Григорьевич» (доска с барельефом)
- Григорию Пономаренко (ул. Фрунзе, 144)
«В этом доме с 1952 по 1962 г. жил и творил Народный артист СССР композитор Пономаренко Григорий Фёдорович» (вандализирована)
- Петру Потапову (ул. Потапова, 78)
«Герой Советского Союза / Потапов, Петр Матвееич / 1917—1945 / Токарь-стахановец з-да им. Масленникова. / 6 января 1945 г. в боях за Будапешт направил свой горящий самолет на скопление техники и фашистов»
- Рахманову Андрею Александровичу (ул. Красноармейской, 121)
Установлена в 2000 г. «В этом доме жил Герой Советского Союза Рахманов Андрей Александрович»[1].
- Легендарному советскому разведчику Вильяму Фишеру (Рудольфу Абелю) (ул. Молодогвардейская, 8)
2015
- Сергею Рябову, Герою Советского Союза (ул. Димитрова, 60)
2005
- Посвящённая Сергею Рябову, Герою Советского Союза (в здании школы № 101, пр. Кирова, 319)
2007
- Герою Советского Союза Сафонову Фёдору Матвеевичу (ул. Вилоновская, 1)
2014
- Николаю Семёнову (ул. Алексея Толстого, 31)
«В этом здании бывшего Реального училища в 1910—1913 гг. учился лауреат Нобелевской премии академик Николай Николаевич Семёнов»
- Николаю Симонову (пл. Чапаева, 1; Самарский драмтеатр)
2008 — «В Самарском театре драмы с 1931 по 1934 годы работал выдающийся актёр / Народный артист СССР / Лауреат Государственных премий СССР / Николай Симонов». Скульптор — Карэн Саркисов[9]
- Игорю Солдатову (ул. Молодогвардейская, 218)
2007 — «В этом доме 1961 г. по 1998 г. жил академик Российской академии наук / Герой Социалистического Труда / Почетный гражданин города Самары / Игорь Борисович Солдатов / (1923—1998 гг.)»
- Михаилу Сорокину (ул. Победы, 94)
«Здание построено в 1934 г. строителями завода им. В. В. Куйбышева под руководством М. Я. Сорокина — Героя Советского Союза, погибшего на фронте в 1943 г.»
- Алексею Толстому (ул. Алексея Толстого, 31)
«В этом здании, бывшем Самарском реальном училище, в 1898—1901 гг. учился русский советский писатель А. Н. Толстой»
- Дмитрию Ульянову (ул. Фрунзе, 65 / ул. Венцека, 45)
«В 1889—1893 годах здесь учился Д. И. Ульянов»
- Марии А. Ульяновой (ул. Фрунзе, 65 / ул. Венцека, 45)
«В этом здании размещалась мужская гимназия, где в 1863 году сдавала экзамены на звание учительницы мать В. И. Ленина М. А. Ульянова»
- Марии И. Ульяновой (ул. Ленинская, 126)
«В этом доме в 1901—1902 гг. проживала М. И. Ульянова — видная деятельница большевистской партии / член бюро русской организации „Искры в Самаре“».
- Марии И. Ульяновой (ул. Алексея Толстого, 38)
«В этом доме размещалась женская гимназия, где в 1889—1893 годах училась сестра В. И. Ленина М. И. Ульянова»
- Марии И. Ульяновой (ул. Фрунзе, 116)
«Здесь в здании бывшей губернской управы в 1902—1903 г. г. работала Мария Ильинична Ульянова — видный деятель Коммунистической партии»
- Михаилу Фрунзе (ул. Фрунзе, 114; Дом-музей М. В. Фрунзе)
«В этом доме в 1919 году жил / командующий Южной группы войск Восточного фронта / Михаил Васильевич Фрунзе» (вандализирована)
- Михаилу Фрунзе (ул. Фрунзе, 116 / ул. Льва Толстого 25)
«В этом здании в 1919 году находился штаб Южной группы Восточного фронта под руководством Михаила Васильевича Фрунзе» (вандализирована, украден бюст, металлические  части композиции см. фото оригинал (недоступная ссылка))
- Ивану Хабарову (ул. Свободы, 105)
«В этом доме с 1988 г. по 2000 г. жил бригадир комплексной бригады трест Металлургстрой, Герой Социалистического Труда Иван Тимофеевич Хабаров»
- Георгию Шебуеву (была установлена по адресу ул. Ленинградская, 72; пересечение с ул. Галактионовской)
«В этом доме жил 1936—1974 г. Народный артист РСФСР, лауреат госпремий СССР Георгий Александрович Шебуев» (украдена[10])
- Дмитрию Шостаковичу (ул. Шостаковича, 5; пл. Чапаева)
2006 — «В годы Великой Отечественной войны в этом здании жил и работал выдающийся композитор XX века Дмитрий Дмитриевич Шостакович. Здесь в 1942 году им была завершена работа над Седьмой (Ленинградской) симфонией»[11]
- Александру Ямщикову (ул. Льва Толстого, 142)
2004 — «В этом доме в 1925 году родился Герой Советского Союза Ямщиков Александр Васильевич. Участник боев за Москву, Ленинград, Сталинград, Днепр»[1].

### Памятные
- Крепость Самара — памятная доска с изображением первой самарской крепости на заборе здания по адресу ул. Водников, 2[12].

- Самарский коммерческий клуб (1890 год) (ул. Куйбышева, 104)
«В этом здании, где размещался коммерческий клуб, в январе 1890 года В. И. Ульянов-Ленин встречался с передовой революционно настроенной молодежью.»
- Посвящённая первому марксистскому кружку (1892—1893) (ул. Садовая, 154)
«В этом доме, в квартире видного революционера А. П. Скляренко 1892—93 гг. собирался первый марксистский кружок, созданный В. И. Лениным.»
- Посвящённая событиям 1905 года (ул. Льва Толстого, 94; Дворец культуры железнодорожников)
«В этом здании 30 октября 1905 года состоялось собрание по организации первого в Самарской Губернии профессионального Союза трудящихся.»
- Посвящённая событиям 1905 года (ул. Льва Толстого, 94; Дворец культуры железнодорожников)
«В революцию 1905 года Пушкинский народный дом был центром революционного движения в Самаре. Здесь проходили рабочие собрания и митинги, заседал первый Самарский Совет рабочих депутатов. 23/10 декабря 1905 года в этом здании собралось до 2000 человек и произошла схватка с царскими войсками. Многие были избиты нагайками и прикладами.»
- Подпольная типография (1905 год) (ул. Чапаевская, 106)
«В 1905 году в подвале этого дома находилась подпольная типография Восточного бюро ЦК РСДРП.»
- 2е потребительское общество (1910—1912) (ул. Маяковского, 42)
«В этом доме, в 1910—1912 гг помещалось 2е потребительское общество, в нём велась активная работа самарских большевиков.»

- Посвящённая клубу коммунистов в 1917—1918 годах (ул. Льва Толстого, 26)
«В этом здании с ноября 1917 по январь 1918 года размещался клуб коммунистов и губком РСДРП.»
- Посвящённая клубу коммунистов и штабу обороны Самары (ул. Венцека, 48)
«В этом здании в 1918 году размещались клуб коммунистов и штаб обороны Самары под руководством В. В. Куйбышева / 8 июня 1918 года около клуба были схвачены и растерзаны белогвардейцами член самарского губисполкома председатель революционного трибунала Ф. И. Венцек, заведующий отделом горисполкома И. И. Штыркин, красногвардеец Мария Вагнер и другие борцы за Советскую власть»
- Посвящённая погибшим красногвардейцам (ул. Шостаковича, 5; пл. Чапаева)
«На этой площади захоронены погибшие в борьбе с контрреволюционерами в декабре 1917 года красногвардейцы: И. В. Булатов, И. Г. Гушель, П. П. Колодов, В. Х. Лужевский, З. А. Сарбаев, Ф. А. Сопляков, Н. Я. Спрыгин, М. С. Степанов, В. А. Цыкин. В августе 1921 года — начальник дорожно-транспортной ЧК А. Ф. Силин. В январе 1922 года — чекисты С. И. Сологубов и В. А. Яковлев-Семенов.»
- Посвящённая штабу Красной Гвардии и погибшим красногвардейцам (ул. Фрунзе, 167; здание СГАКИ)
«В ноябре—декабре 1917 года в этом здании находились реввоенсовет рабочих и солдатских депутатов и штаб Красной Гвардии города Самары / 30 ноября на посту у входа в Белый дом был убит красногвардеец, рабочий трубочного завода, большевик М. С. Степанов / В ночь на 15 декабря при взрыве в подвале Белого дома, организованного контрреволюционерами, были убиты 8 красногвардейцев и 30 ранены»
- Посвящённая штабу Первой самарской дивизии (1918) (ул. Куйбышева, 111)
«Здесь размещался штаб Первой самарской дивизии части которой под командованием С. П. Захарова первыми вступили в Самару 7 октября 1918 года»
- Посвящённая Самарскому городскому комитету комсомола (1918—1919) (ул. Куйбышева, 87)
«В этом здании с декабря 1918 года по май 1919 года размещался Самарский городской комитет комсомола» (с барельефом В. И. Ленина)

- Посвящённая съезду коммунистов Мордовии в 1921 году (ул. Куйбышева, 92)
«В этом здании с 10 по 14 июня 1921 года состоялся первый всероссийский съезд коммунистов Мордовии.»
- Посвящённая первой пионерской дружине в области (1922) (ул. Самарская, 95; здание Театра юного зрителя)
«В этом здании 17 октября 1922 года была создана первая в нашей области пионерская дружина» (доска вандализирована)
- Посвящённая дружине юных пионеров (1923) (ул. Самарская, 190А; здание школы № 81)
«Здесь, в апреле 1923 года, под руководством Степана Васильевича Елисеева была организована и работала одна из первых в Самарской губернии третья дружина юных пионеров имени Эдвина Гёрнле при 3-м трубочном райкоме РКСМ гор. Самары.»
- Посвящённая открытию первой в Самаре Сберегательной кассы (ул. Куйбышева, 93)
«В этом здании 10 октября 1923 года была открыта первая Самарская губернская государственная трудовая сберегательная касса № 28»
- Посвящённая заводу имени Масленникова (Ново-Садовая улица, 106)
«Завод открыт 27 сентября 1911 года / В 1923 году ему присвоено имя пламенного революционера-ленинца А. А. Масленникова / С января 1975 года — Производственное объединение „Завод имени Масленникова“»

- Радиотелеграфные курсы НКО СССР (ул. Тухачевского 224, на здании школы № 37)
«В  этом  здании  в период Великой Отечественной войны 1941-45 г. размещались 8-е радиотелеграфные курсы НКО СССР»[1].
- Самарский памятник связистам, погибшим в Великой Отечественной войне[13]
- Посвящённая штабу 1 Краснознаменной запасной штурмовой авиабригады в годы ВОВ (ул. Куйбышева, 145)
«В годы Великой Отечественной войны 1941—1945 гг. здесь размещался штаб 1 Краснознаменной запасной штурмовой авиабригады, награждённой Орденом Красного знамени за подготовку летных кадров для частей действующей армии.»
- Посвящённая военному производству во время Второй мировой войны (пересечение улиц Мичурина и Полевой; здание трамвайно-троллейбусного управления)
«В этом здании / 1941—1945 гг. / изготовлялись корпуса противотанковых мин и головки для реактивных снарядов легендарных „Катюш“.»
- Посвящённая памяти павших во время ВОВ (ул. Самарская, 190А; здание школы № 81)
«В 1941 г. ушли на фронт и не вернулись, отдав свои жизни за свободу Родины во имя Победы над гитлеровской Германией: / Бакшеев Л. С. — первый завуч шк. 81 / Киров Женя — погиб в Германии в 1945 / Лебедев Андрей — погиб в Литве / Малышева Жозефина — погибла под Запорожьем / Носарев Саша — погиб под Сталинградом / Сесарев Саша — погиб под Волоколамском / Феоктистов Володя — погиб на Пулковских рубежах / Филимонов Юра — погиб под Ржевом. Памяти павших будьте достойны»
- Расположение эвакогоспиталя (ул. Молодогвардейская, 196)
«В этом здании в годы Великой Отечественной войны размещался эвакогоспиталь № 3999»
- Расположение эвакогоспиталя (ул. Чапаевская, 89)
«В этом здании в годы Великой Отечественной войны размещался эвакогоспиталь № 5334»

- Посвящённая Куйбышевскому суворовскому военному училищу (ул. Алексея Толстого, 31)
«Здесь с 1944 по 1964 год размещалось Куйбышевское суворовское военное училище»
- В память о пожарных, погибших при тушении (Грузовой речной порт)
Мемориальная доска посвящена памяти пожарных, погибших при тушении резервуаров с нефтью на перевалочной базе «Главнефтеснаба» на стрелке реки Самары 4 июля 1948 г. Открытие состоялось 4 июля 2008 г. в день 60-летия со дня гибели[14].
- Посвящённая Куйбышевскому техникуму железнодорожного транспорта (Комсомольская площадь, 24)
«1879—1979 / Куйбышевскому техникуму железнодорожного транспорта им. Александра Арсеньевича Буянова / 100 лет»
- Посвящённая первому жилому дому в мемориальной зоне музея В. И. Ленина (ул. Галактионовская, 139)
 «Первый жилой дом на 109 квартир мемориальной зоны музея В. И. Ленина построен в 1984 году коллективом ордена Трудового Красного Знамени строительно-монтажного треста N 11 Главсредневолжскстроя в ознаменование 40-летия Победы советского народа в Великой Отечественной войне 1941—1945 гг.»
- Экипажам и судам (ул. Максима Горького, 82; здание Речного вокзала)
«Согласно Решению Правительства Союза ССР от 02.VI.86 г экипажи д/э Россия, Карелия, Эстония, Киргизия в период с VI-86 по XI-89 гг принимали участие в ликвидации аварии на Чернобыльской АЭС. Задание Правительства речники с честью выполнили. Сохранили суда и вернули их на Волгу, проявив мужество и профессионализм.»[15]
- Куйбышевский Дворец пионеров (ул. Куйбышева, 151)
Сохранённая историческая вывеска.
- Посвящённая самарскому дворцу спорта (ул. Молодогвардейская, 222)
 «Дворец спорта построен коллективами строительных организаций и промышленных предприятий города в честь пятидесятилетия советской власти»
- Памятная высеченная надпись (ул. Куйбышева, 92)
«Есть одна священная война — это война трудящихся против эксплуататоров»
- Посвящённая 70-летию открытия в особняке Наумова Дворца детей (пионеров) (ул. Куйбышева, 151)
Скульптор — Иван Мельников.

- Храм во славу Казанской Иконы Пресвятой Богородицы (ул. Льва Толстого, 11 )
2 доски: выше — название, ниже — «- построен в 1878 г. / — отобран у верующих в 1929 г. / — вновь открыт для богослужений в 1996 г.»
- Посвящённая погибшим сотрудникам УВД Самарской области (угол ул. Куйбышева / ул. Пионерской)
«На этом месте 10 февраля 1999 г. трагически погибли 57 сотрудников УВД Самарской области» (прикреплена на гранитный постамент)
- Посвящённая открытию «Альянс Франсез» в Самаре (ул. Высоцкого, 10)
«Alliance Française / Был открыт Президентом Французской Республики Жаком Шираком и Губернатором Самарской области Константином Титовым под патронажем Французской Академии 3 июля 2001 года» (Альянс Франсез в Самаре — это первый Альянс в России)

### Представительствам иностранных государств в годы ВОВ
Ниже перечислены мемориальные доски установленные на некоторых из зданий в которых размещались посольства, миссии и представительства иностранных государств в СССР в годы Великой Отечественной войны.

Миссия Канады в СССР

- 2002 — Расположение посольства Великобритании (ул. Куйбышева, 151)
«В этом здании в годы Великой Отечественной войны находилось посольство Соединенного Королевства Великобритании и Северной Ирландии»
- Расположение миссии Бельгии в 1941—1943 годах (ул. Садовая, 166)
«В этом здании в годы Великой Отечественной войны размещалась миссия Королевства Бельгии в СССР. В 1941—1943 гг.»
- Расположение миссии Канады в 1941—1943 годах (ул. Чапаевская, 181)
«В этом здании в 1941—1943 годах размещалась миссия Канады в СССР»
- Расположение посольства Кубы в 1941—1943 годах (ул. Куйбышева, 129)
«С 1941 по 1943 гг. в этом здании располагалось посольство Кубы в СССР»
- Расположение миссии Норвегии в 1941—1943 годах (ул. Молодогвардейская, 119)
«В этом здании в 1941—1943 гг. размещалась миссия Королевства Норвегии в СССР»
- Расположение посольства Польши в 1941—1943 годах (ул. Чапаевская, 165)
«В этом здании в 1941—1943 годах размещалось посольство Республики Польши в СССР»
- Расположение посольства США в 1941—1943 годах (ул. Некрасовская, 62)
«В этом здании в 1941—1943 годах размещалось посольство Соединенных Штатов Америки в СССР»
- Расположение представительства комитета национального освобождения Франции в 1943 году (ул. Куйбышева, 111)
«В этом здании в 1943 году находилось представительство комитета национального освобождения Франции»
- Расположение посольства Чехословакии в 1941—1943 годах (ул. Фрунзе, 113)
«В этом здании в 1941—1943 годах располагалось посольство Чехословацкой Республики в СССР»
- Расположение миссии Королевства Швеции в 1941—1943 годах (ул. Красноармейская, 15)
«В этом здании в 1941—1943 годах размещалась миссия Королевства Швеции»
- Расположение посольства Японии в 1941—1943 годах (ул. Чапаевская, 80)
«В этом здании в 1941—1943 годах располагалось посольство Японии в СССР»